# Mühlwald (Gemeinde Ulrichsberg)
Mühlwald ist eine Ortschaft in der Gemeinde Ulrichsberg im Bezirk Rohrbach in Oberösterreich.

## Geographie
Die Rotte Mühlwald befindet sich südöstlich des Gemeindehauptorts Ulrichsberg am rechten Ufer der Großen Mühl. Die Ortschaft umfasst 11 Adressen (Stand: 1. April 2020). Sie liegt in den Einzugsgebieten der Großen Mühl und des Kandlschlagbachs. Östlich von Mühlwald fließt der Mühlwaldbach. Südlich der Siedlung erstreckt sich das rund 53 Hektar große Landschaftsschutzgebiet Kulturterrassen in Ödenkirchen. Sie ist Teil der 22.302 Hektar großen Important Bird Area Böhmerwald und Mühltal.